# 風と雲と砦 (映画)
『風と雲と砦』（かぜとくもととりで）は、1961年2月22日に大映が配給した、井上靖の同名小説(新潮社、1953年)が原作、森一生監督、主演勝新太郎によるアクション時代劇映画である。白黒作品。

## あらすじ
戦国時代後期、甲斐の武田氏が徳川方の長篠城を激しく攻め立てていた。若き無名の三人の武士、そして、若き三人の女たちの運命を描く。八郎は城主を守って武田軍に拿捕された。武田軍の美しき姫に命を救われ、姫から間者として武田家の為に働くように促される。姫に恋心を抱いた八郎は、姫の提案を受け入れ、徳川軍へと戻って行く。

## 配役
- 勝新太郎 : 左近八郎
- 三田村元 : 俵三蔵
- 小林勝彦 : 山名鬼頭太
- 水谷良重 : 安良里
- 近藤美恵子：みゆき
- 江波杏子 : ひめ
- 島田竜三 : 佐々彦十郎
- 千葉敏郎 : 野武士の首領
- 原聖四郎 : 部将
- 伊達三郎 : 総指揮の侍
- 東良之助 : 徳川の武将
- 荒木忍 : 左治平
- 見明凡太朗 : 桑木吾太夫
- 藤川準 : 松明の侍
- 堀北幸夫 : 侍
- 芝田総二 : 村の男
- 桜井勇 : 徳川の武将
- 岩田正 : 若い武士（甲）
- 旗孝思 : 若い武士（乙）
- 志賀明 : 寝不番の侍
- 沖時男 : 名なし
- 大杉潤 : 松明の侍
- 大林一夫 : 侍
- 安田祥郎 : 兵
- 小南明 : 村の男
- 浜田雄史 : 砦の武士
- 竹谷俊彦 : 侍
- 木村玄 : 九郎四郎
- 安部徹 : 中年の武士
- 水原浩一 : 松本兵介

## スタッフ
- 監督 : :森一生
- 企画 : 税田武生
- 製作 : 武田一義
- 撮影 : 本多省三
- 美術 : 西岡善信
- 音楽 : 塚原晢夫
- 編集 : 谷口孝司
- 脚本 : 八住利雄

## 併映作品
- 『刺客屋敷』